# Maugrim

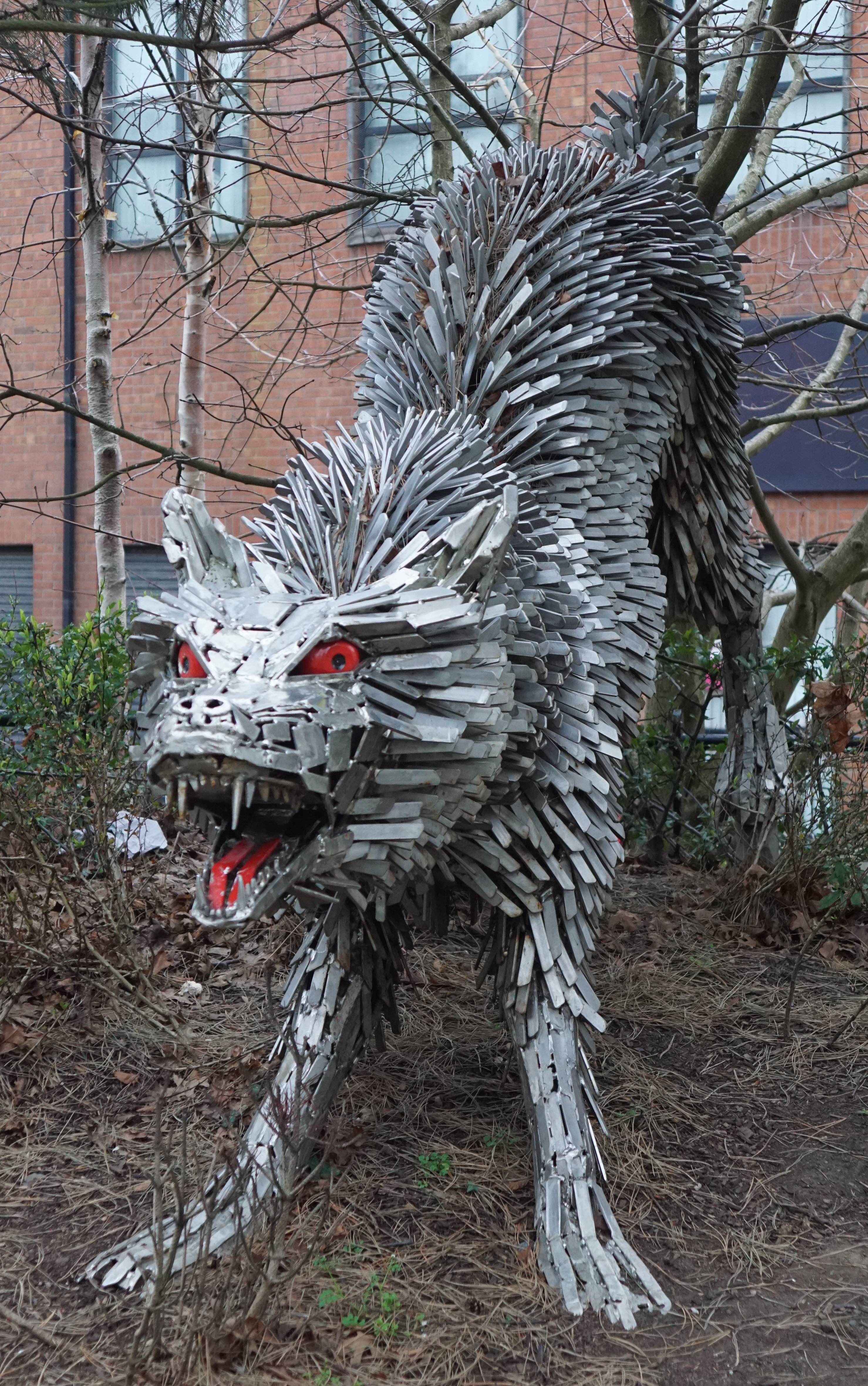
Maugrim (CS Lewis Square, Belfast)

Maugrim (in oudere Amerikaanse edities  Fenris Ulf, zie Fenrir (mythologie)) is een personage uit Het betoverde land achter de kleerkast van De Kronieken van Narnia door C.S. Lewis. 
Maugrim is een sprekende wolf, leider van de wolven en leider van de geheime politie van Jadis, de Witte Heks. Hij wordt door alle goede Narniërs gevreesd. Hij is groter dan een normale wolf en is grijs van kleur.
Hij heeft de leiding als Tumnus gearresteerd wordt en rent de Witte Heks vooruit die door de dooi met haar slee niet verder kan. Bij het kamp van Aslan wordt hij door Peter Pevensie gedood. Deze krijgt voor deze daad van Aslan de titel van "Heer Peter, Wolvendoder"